# دیسکالیفه
در ورزش، دیسکالیفه یا اخراج (به انگلیسی: Ejection یا Disqualification) یک اقدام انضباطی است که برای حفظ اصول مسابقات ورزشی به کار می‌رود. اخراج کردن به معنی محرومیت ورزشکار یا مربی از ادامه حضور در رقابت‌‌ها به دلیل نقض قوانین و مقررات است.
دیسکالیفه شدن یک ورزشکار دلایل مختلفی دارد که عبارتند از:  تقلب در مسابقه، مانند استفاده از تجهیزات غیرمجاز یا تغییر دادن نتیجه، دوپینگ یا استفاده از داروها یا مواد ممنوعه، عدم رعایت اصول اخلاقی و رفتار غیرورزشی چون خشونت، توهین به داوران یا حریفان و عدم رعایت قوانین خاص مسابقه.